# Hostal de Cirera
Hostal de Cirera és una masia situada al poble de Lladurs, al municipi del mateix nom, al Solsonès.